# Arterie interlobari
Le arterie interlobari sono i rami di divisione delle arterie segmentali del rene.

## Anatomia
Le arterie interlobari originano dalle arterie segmentali a livelli del seno renale, penetrando nel parenchima renale a livello delle colonne del Bertin e percorrendole in senso ilo-corticale. Dopo essersi biforcate, raggiungono la base delle piramidi del Malpighi, dove, ramificandosi, danno origine alle arterie arcuate.